# 西堀通
西堀通（にしぼりどおり）は、新潟市中央区の市道、またはその沿道の町名。現行行政地名は西堀通1番町から西堀通11番町。住居表示未実施区域。郵便番号は951-8061。

## 概要
1872年（明治5年）から現在までの町名で、新潟町の町域改編に伴い寺町通から改称。通りの名は、かつてこの通りにあった西堀（寺町堀）に沿うことに由来する。

### 地理
信濃川河口付近左岸、古町通の西側を並行するように南北へ走る片側2車線の道路である。通りは上手の白山神社側を起点に1番町から11番町まである。沿道の町名は西側が西堀通、東側が西堀前通となる。これはかつて堀の両端の道がこう呼ばれていた名残である。通りに直交する道路は小路（こうじ）と呼ばれる。交差する小路については、外部リンクの通りと小路の一覧、もしくは古町 (新潟市)#交差する小路の項を参照。
6番町から7番町にかけては、古くから古町通とともに栄えた歓楽街である。商業施設が数多く立地し、かつては西堀ローサと呼ばれる地下街が広がっていた。沿道に立つ主な施設については、古町 (新潟市)#主な施設を参照。

## 歴史
名の由来にもなった寺町堀（寺町川とも）は、承応3年（1654年）に新潟町がこの地に移転した際、東の片原堀（現在の東堀通）とともに整備された。この堀は信濃川に沿うようにやや曲がりながら進むため、自然の川を活かして整備されたという説もある。堀からは信濃川へ注ぐ水路が5本（白山堀、新津屋小路堀、新堀、広小路堀、御菜堀）掘られていた。通りの西側は寺町として整備され、堀に面した通りは寺町通と呼ばれていた。
江戸時代には寺町通の中間点（現在の西堀交差点付近）に新潟町奉行所が、明治以降は1989年の移転まで新潟市役所が置かれた。堀の東側（現在の西堀前通）は江戸時代中期まで店を構える者はほとんどいなかったが、江戸時代後期になると遊女が行き交う歓楽街となった。明治5年（1872年）10月に寺町堀は西堀と改められ、埋め立てられた後に西堀通と名付けられた。西堀通は長らく東堀通に対抗する4車線の一方通行道路であったが、2008年7月24日に片側2車線の対面通行となった。

### 年表
- 1872年（明治5年） : 新潟町の町域改編に伴い寺町通の一部から「西堀通」に改称する。
- 1879年（明治12年）4月9日 : 新潟町の区制移行により、新潟区の町丁となる。
- 1889年（明治22年）4月1日 : 新潟区の市制施行により新潟市の町丁となる。
- 2007年（平成19年）4月1日 : 新潟市の政令指定都市移行により、中央区の町丁となる。

## 世帯数と人口
2018年（平成30年）1月31日現在の世帯数と人口は以下の通りである。
| 町丁         | 世帯数  | 人口    |
| ------------ | ------- | ------- |
| 西堀通1番町  | 23世帯  | 48人    |
| 西堀通2番町  | 89世帯  | 163人   |
| 西堀通3番町  | 215世帯 | 432人   |
| 西堀通4番町  | 67世帯  | 98人    |
| 西堀通5番町  | 52世帯  | 87人    |
| 西堀通6番町  | 195世帯 | 413人   |
| 西堀通7番町  | 154世帯 | 247人   |
| 西堀通8番町  | 49世帯  | 85人    |
| 西堀通9番町  | 70世帯  | 86人    |
| 西堀通10番町 | 24世帯  | 47人    |
| 西堀通11番町 | 34世帯  | 60人    |
| 計           | 972世帯 | 1,766人 |

## 小・中学校の学区
市立小・中学校に通う場合、学区は以下の通りとなる。
| 町丁         | 番地 | 小学校               | 中学校                 |
| ------------ | ---- | -------------------- | ---------------------- |
| 西堀通1番町  | 全域 | 新潟市立白山小学校   | 新潟市立白新中学校     |
| 西堀通2番町  | 全域 | 新潟市立白山小学校   | 新潟市立白新中学校     |
| 西堀通3番町  | 全域 | 新潟市立白山小学校   | 新潟市立白新中学校     |
| 西堀通4番町  | 全域 | 新潟市立新潟小学校   | 新潟市立寄居中学校     |
| 西堀通5番町  | 全域 | 新潟市立新潟小学校   | 新潟市立寄居中学校     |
| 西堀通6番町  | 全域 | 新潟市立新潟小学校   | 新潟市立寄居中学校     |
| 西堀通7番町  | 全域 | 新潟市立新潟小学校   | 新潟市立寄居中学校     |
| 西堀通8番町  | 全域 | 新潟市立新潟小学校   | 新潟市立寄居中学校     |
| 西堀通9番町  | 全域 | 新潟市立日和山小学校 | 新潟市立新潟柳都中学校 |
| 西堀通10番町 | 全域 | 新潟市立日和山小学校 | 新潟市立新潟柳都中学校 |
| 西堀通11番町 | 全域 | 新潟市立日和山小学校 | 新潟市立新潟柳都中学校 |

## 地域
西堀通は1番町から11番町まであるが、一番堀通町に隣接して1番町がはじまる古町通などとは異なり、西堀前通2番町付近から1番町がはじまる。1879年（明治12年）以前には1番町から12番町まで設置されたが、1887年（明治20年）に1番町が削除されて以下が繰り上げられ、1番町から11番町に改められた。

### 1番町から4番町
主な施設・商店

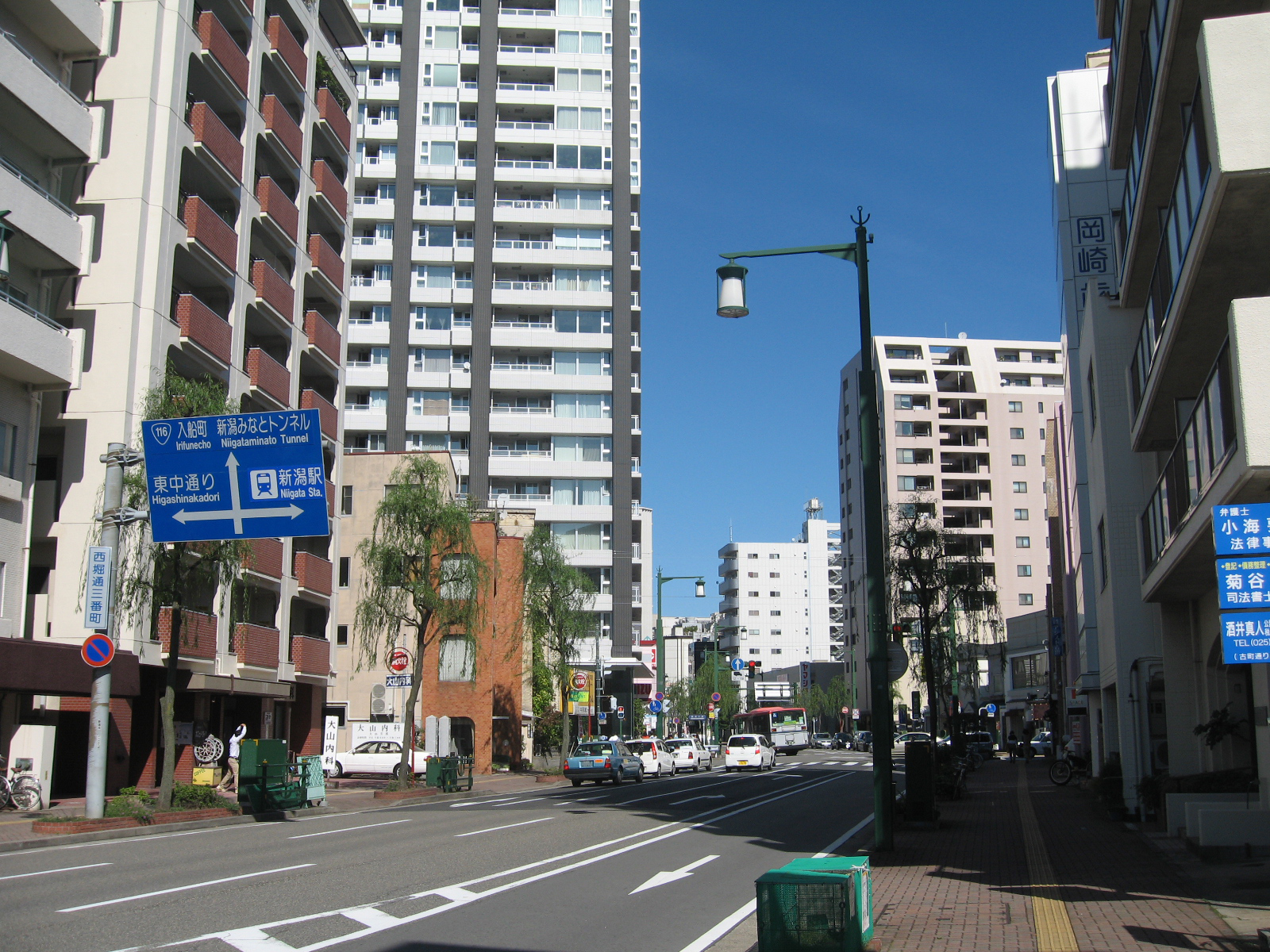
3番町周辺
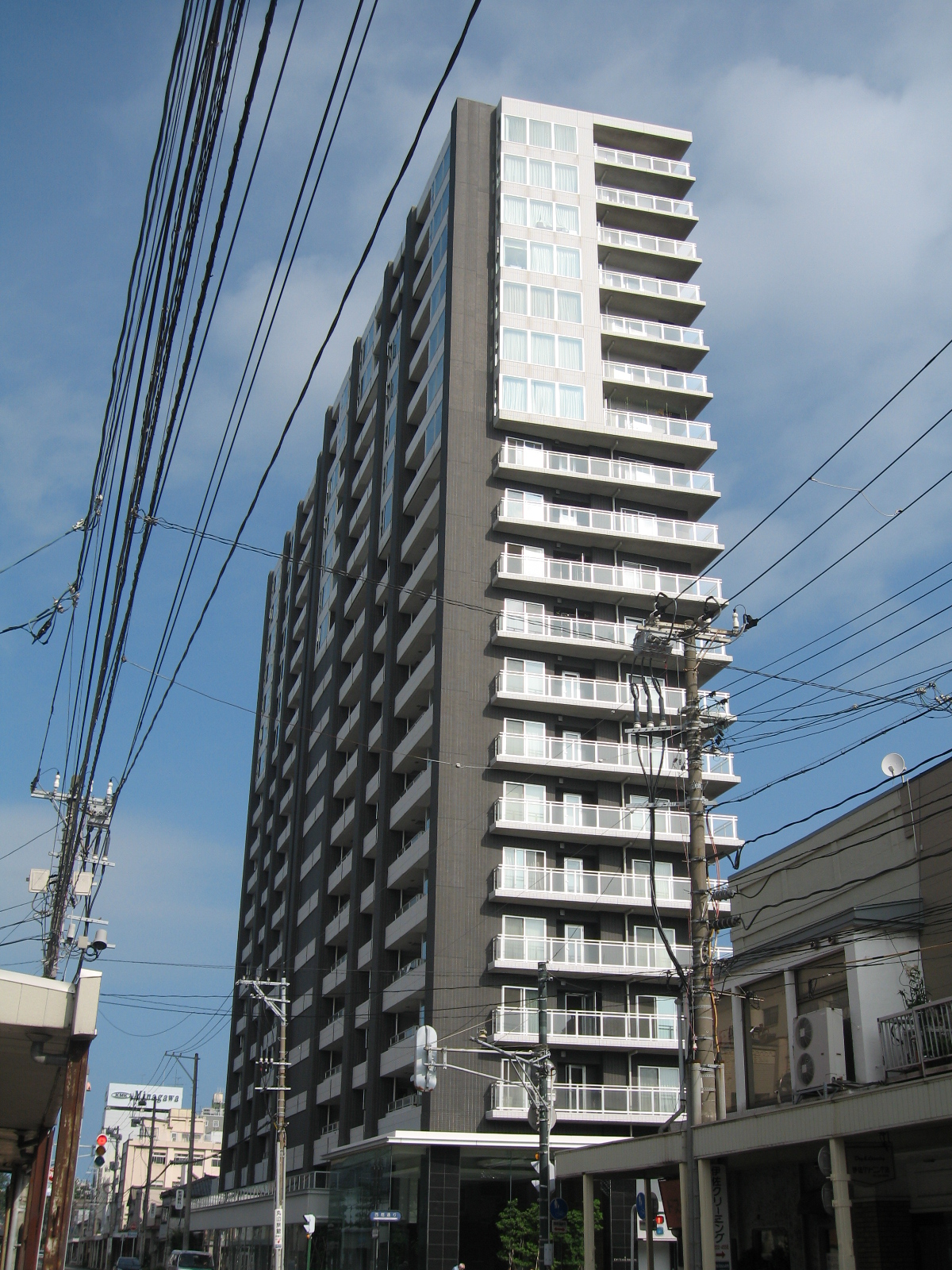
シティタワー西堀
- 本浄寺
- 真浄寺
- 超願寺
- 瑞光寺
- 法音寺
- 不動院
- 善道寺
- 自治労連関東甲越ブロック新潟県事務所

- 3番町周辺
- シティタワー西堀

### 5番町から6番町
柾谷小路を中心に商業施設、都市銀行の支店がある。かつてはラフォーレ原宿・新潟や（小林百貨店→）新潟三越もあった。
主な施設・商店

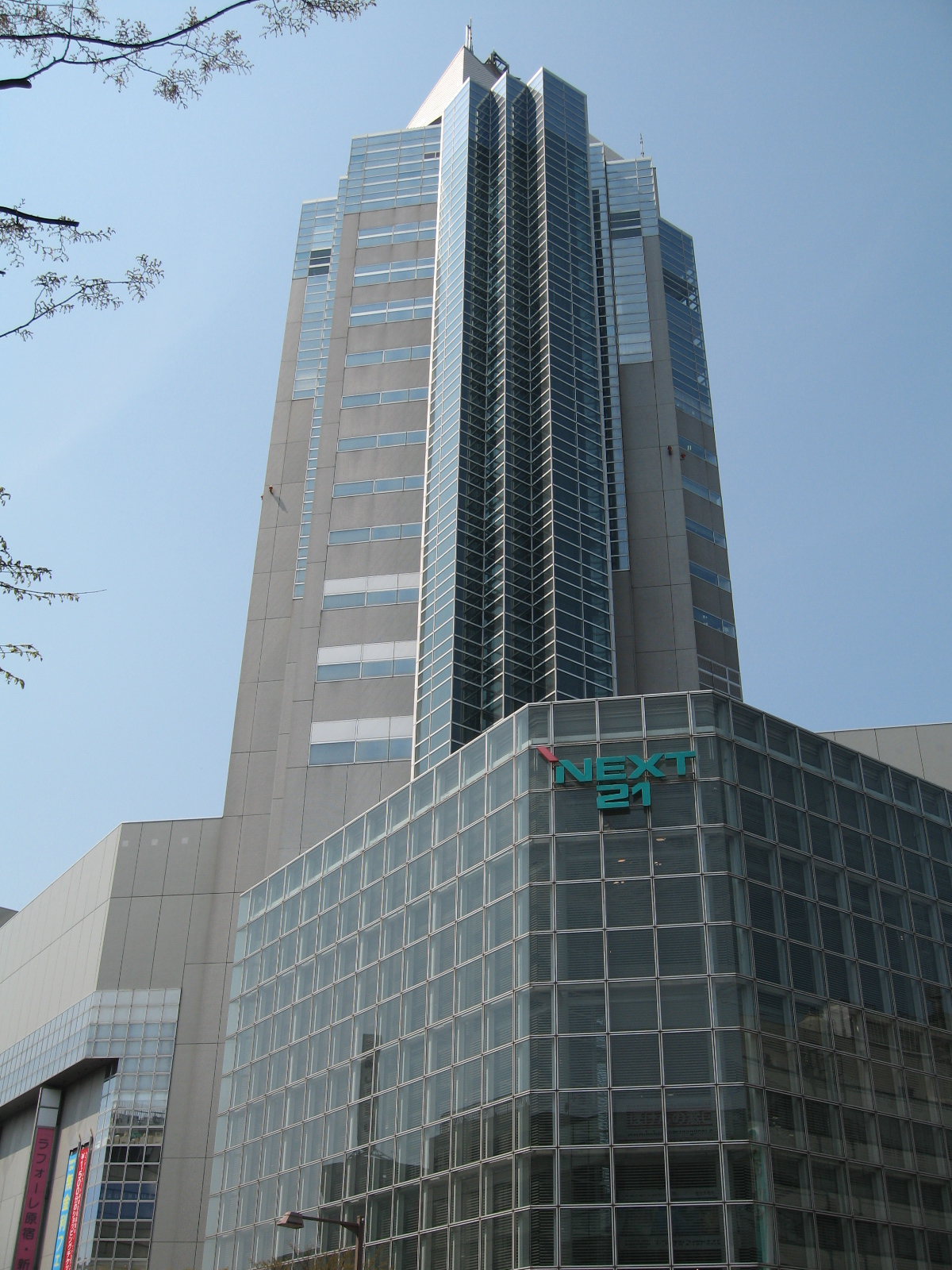
NEXT21
  - 中央区役所
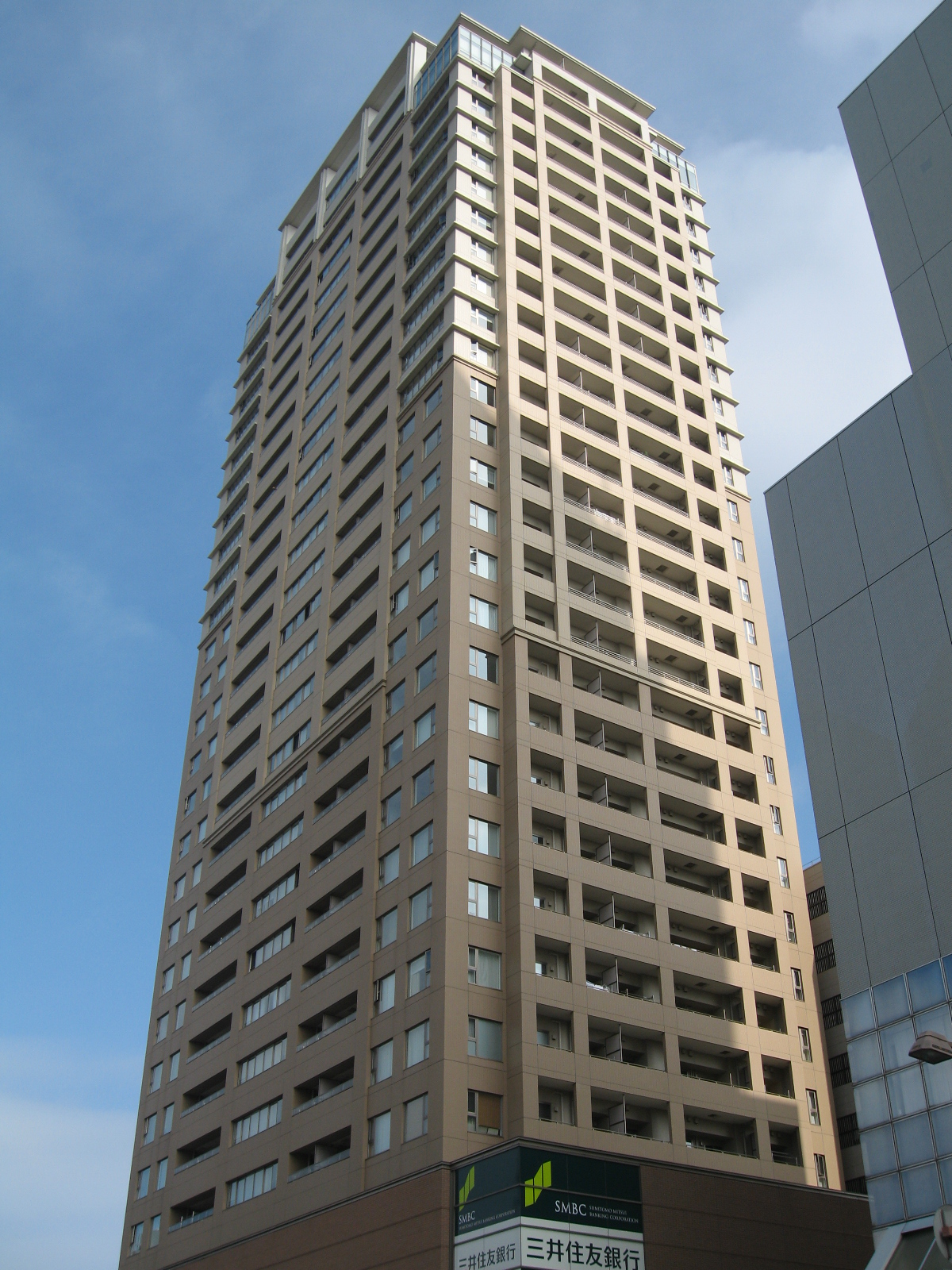
グランドメゾン西堀タワー
  - 三井住友銀行新潟支店
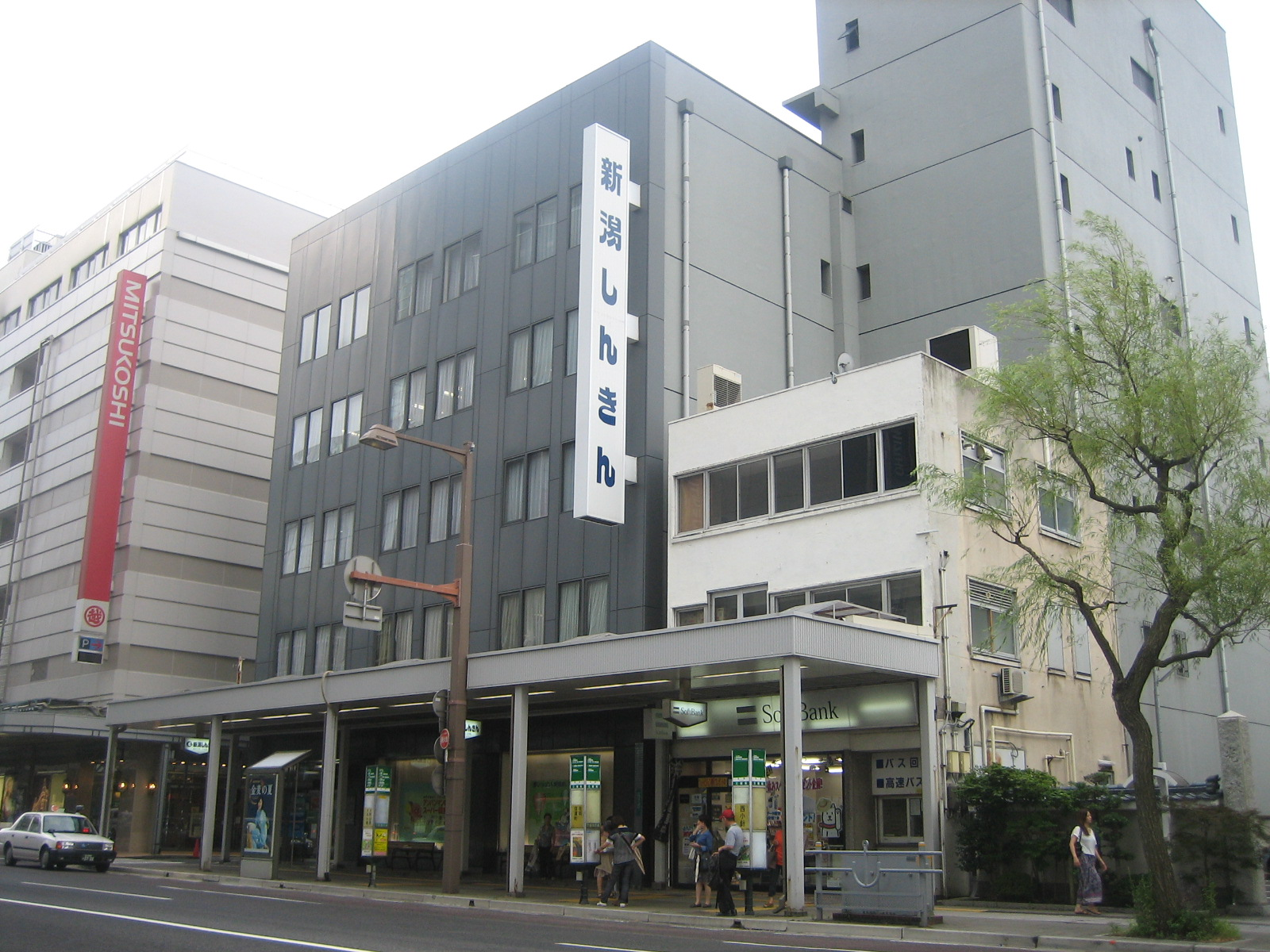
新潟信用金庫
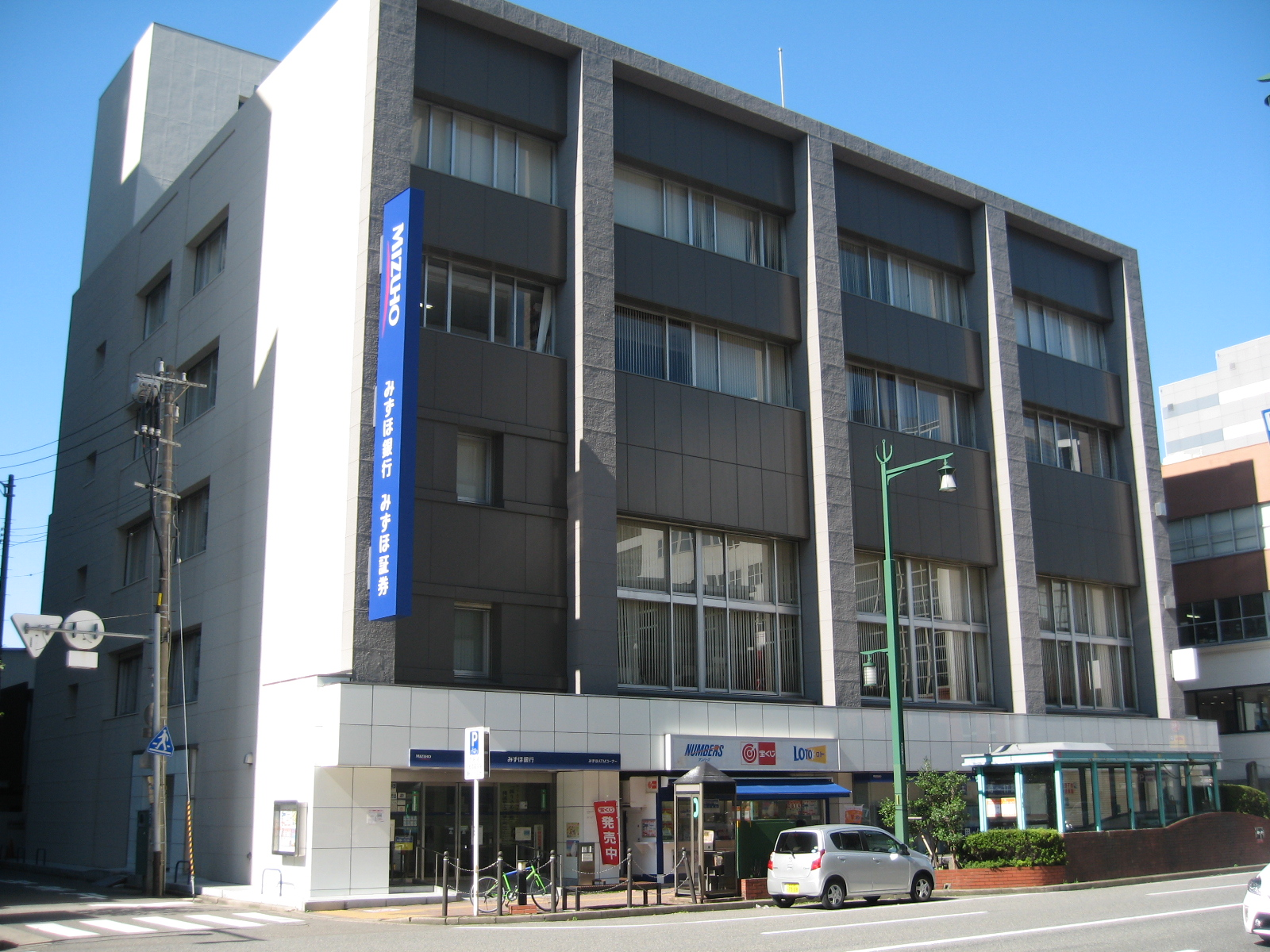
みずほ銀行新潟支店
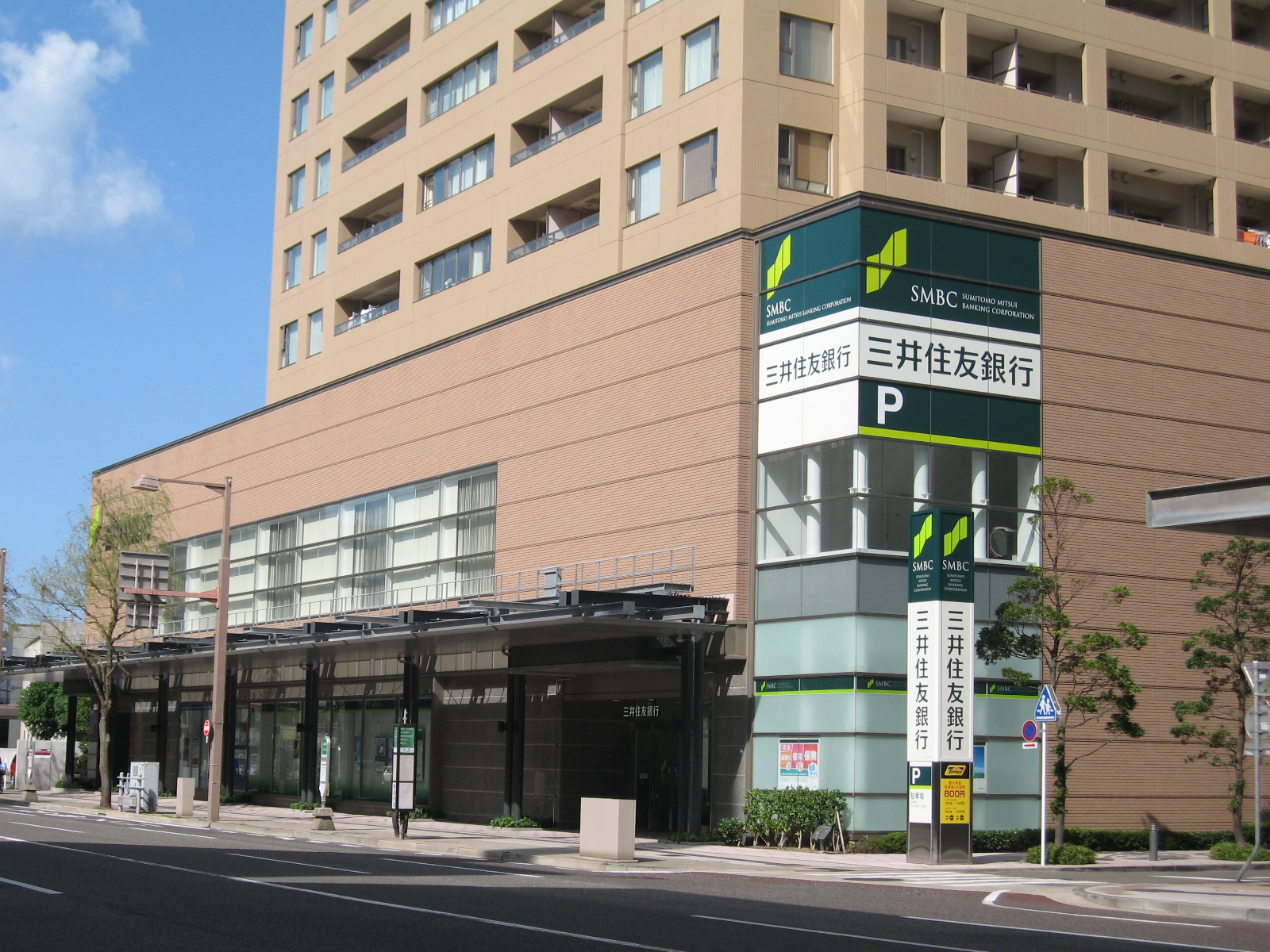
三井住友銀行新潟支店
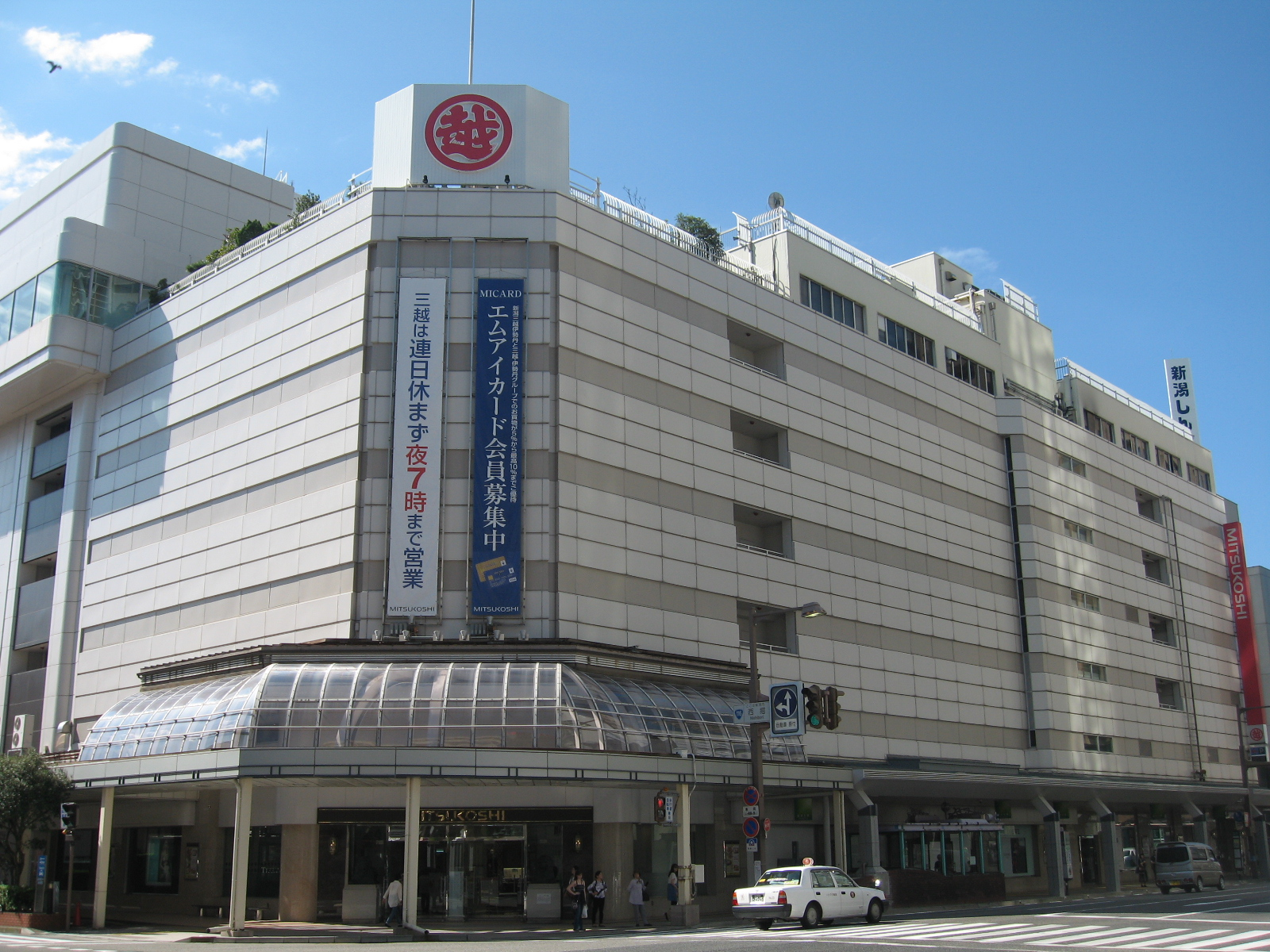
閉店前の新潟三越
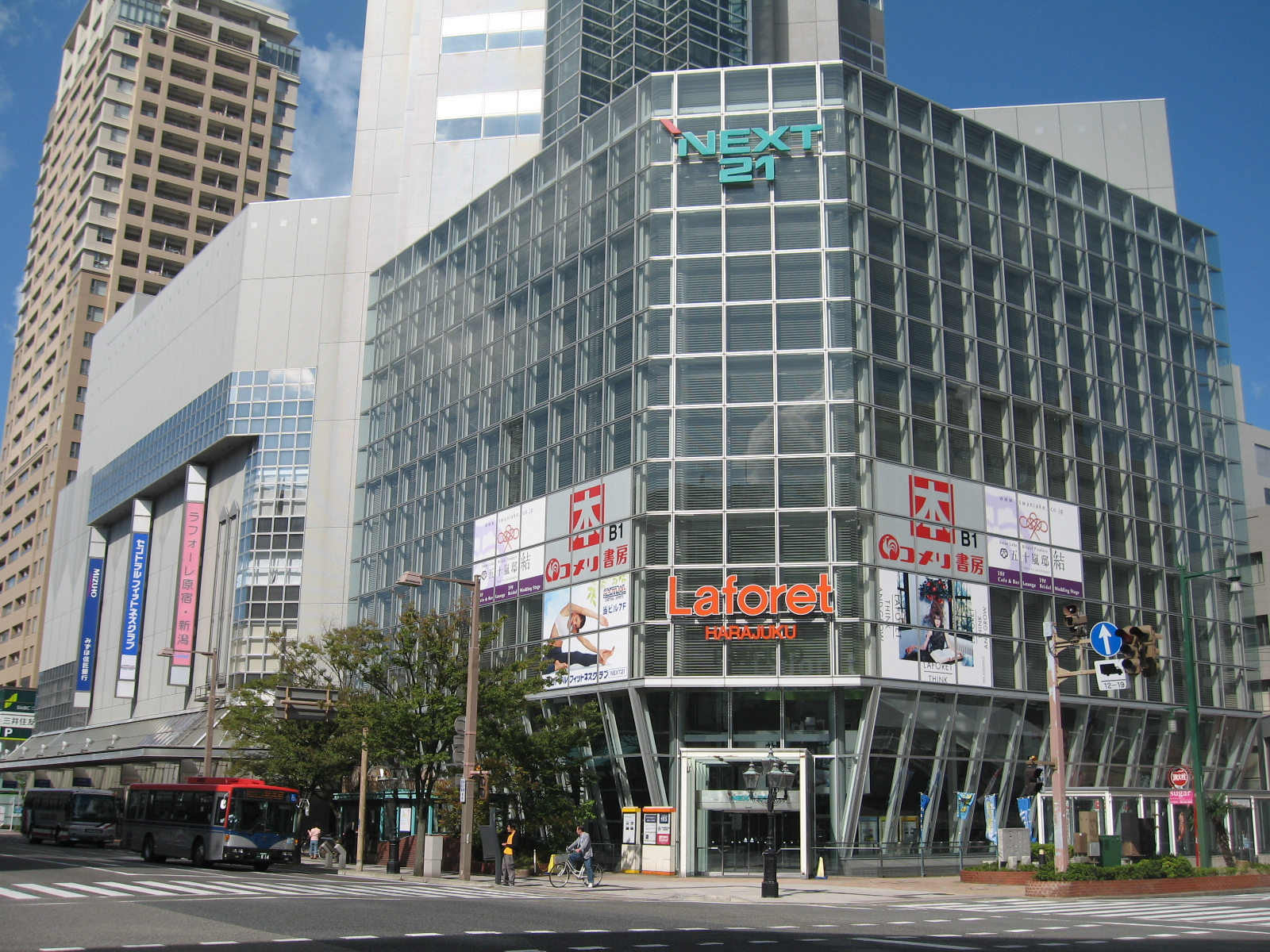
閉店前のラフォーレ原宿・新潟

- 北山浄光寺
- 長照寺
- 光林寺
- 本覚寺
- 法霊院
- 浄泉寺

- NEXT21
- グランドメゾン西堀タワー
- 新潟信用金庫
- みずほ銀行新潟支店
- 三井住友銀行新潟支店
- 閉店前の新潟三越
- 閉店前のラフォーレ原宿・新潟

### 7番町から8番町
主な施設・商店

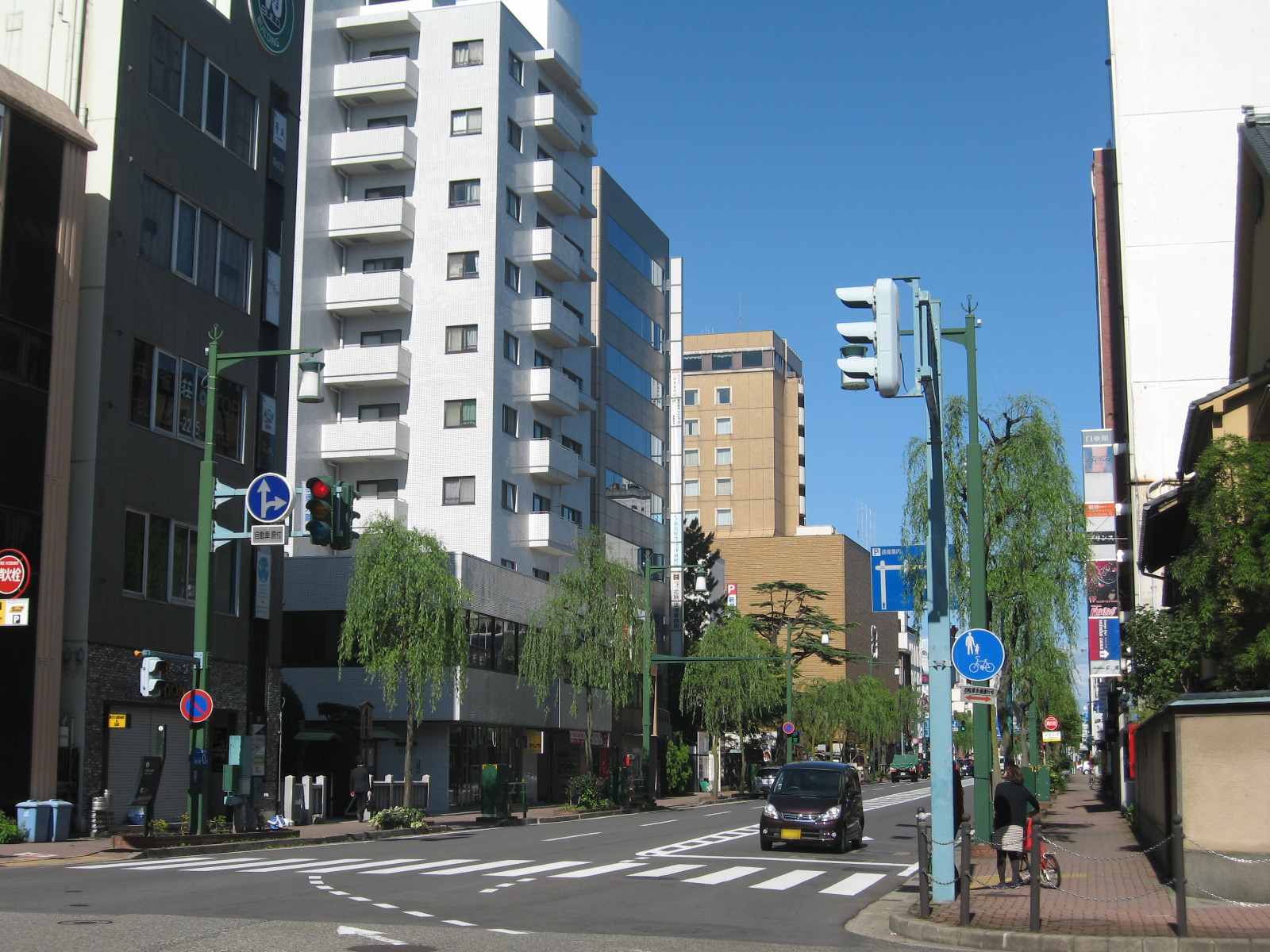
7番町周辺
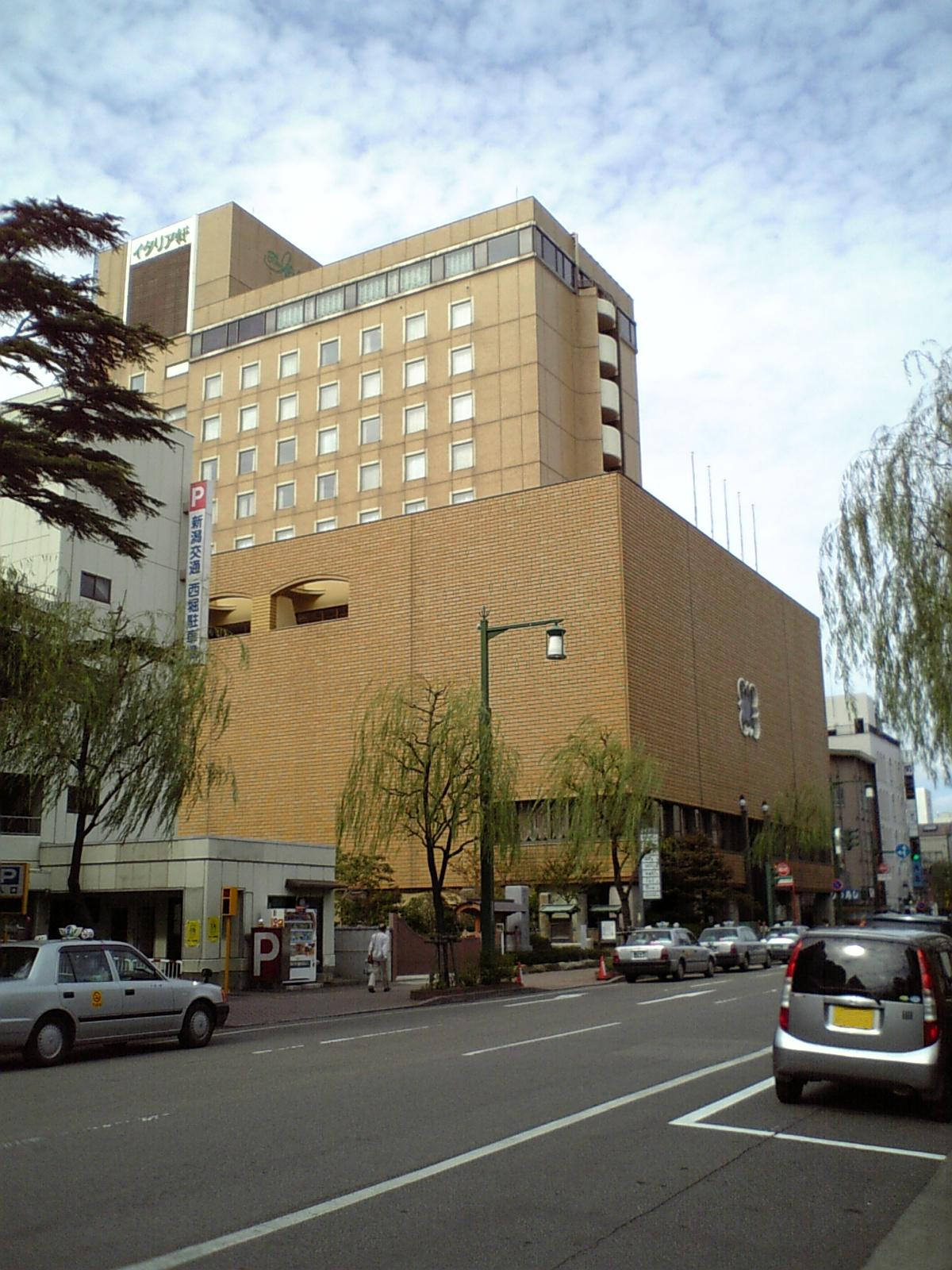
ホテルイタリア軒
- 西堀飲食店街（2020年6月閉店）[13]
- 正福寺
- 勝念寺
- 宗現寺
- 真城院
- 勝楽寺

- 7番町周辺
- ホテルイタリア軒

### 9番町から11番町
主な施設・商店
- 真宗寺
- 伝教寺
- 宝亀院
- 蒲原浄光寺
- 林松寺
- 泉性寺
- 住生院

## 交通
- 新潟交通[14]
  - 「古町」バス停：萬代橋ラインほか
  - 「西堀通二番町」バス停：C5 西堀通線
  - 「西堀通四番町」バス停：C5 西堀通線、C6 八千代橋線
  - 「西堀通八番町」バス停：C5 西堀通線、C6 八千代橋線、みなと みなと循環線
  - 「西堀通十番町」バス停：C5 西堀通線、C6 八千代橋線、みなと みなと循環線